# Escuintla (departament)
Escuintla – jeden z 22 departamentów Gwatemali, położony w południowej części kraju. Stolicą departamentu jest miasto Escuintla. W skład departamentu wchodzi 13 gmin (municipios). Departament graniczy na zachodzie z departamentem Suchitepéquez, na północy z departamentami Chimaltenango, Sacatepéquez i Gwatemala na wschodzie z departamentem Santa Rosa, natomiast południową granicę stanowi wybrzeże Pacyfiku. 
Najważniejszymi miastami w departamencie oprócz stołecznego są Palín, La Gomera i Santa Lucía Cotzumalguapa. Departament na południu ma charakter nizinny, natomiast na północy górzysty z kilkoma czynnymi wulkanami. Średnie wyniesienie nad poziom morza wynosi 347 m, natomiast klimat jest ciepły, tropikalny. 

## Przypisy

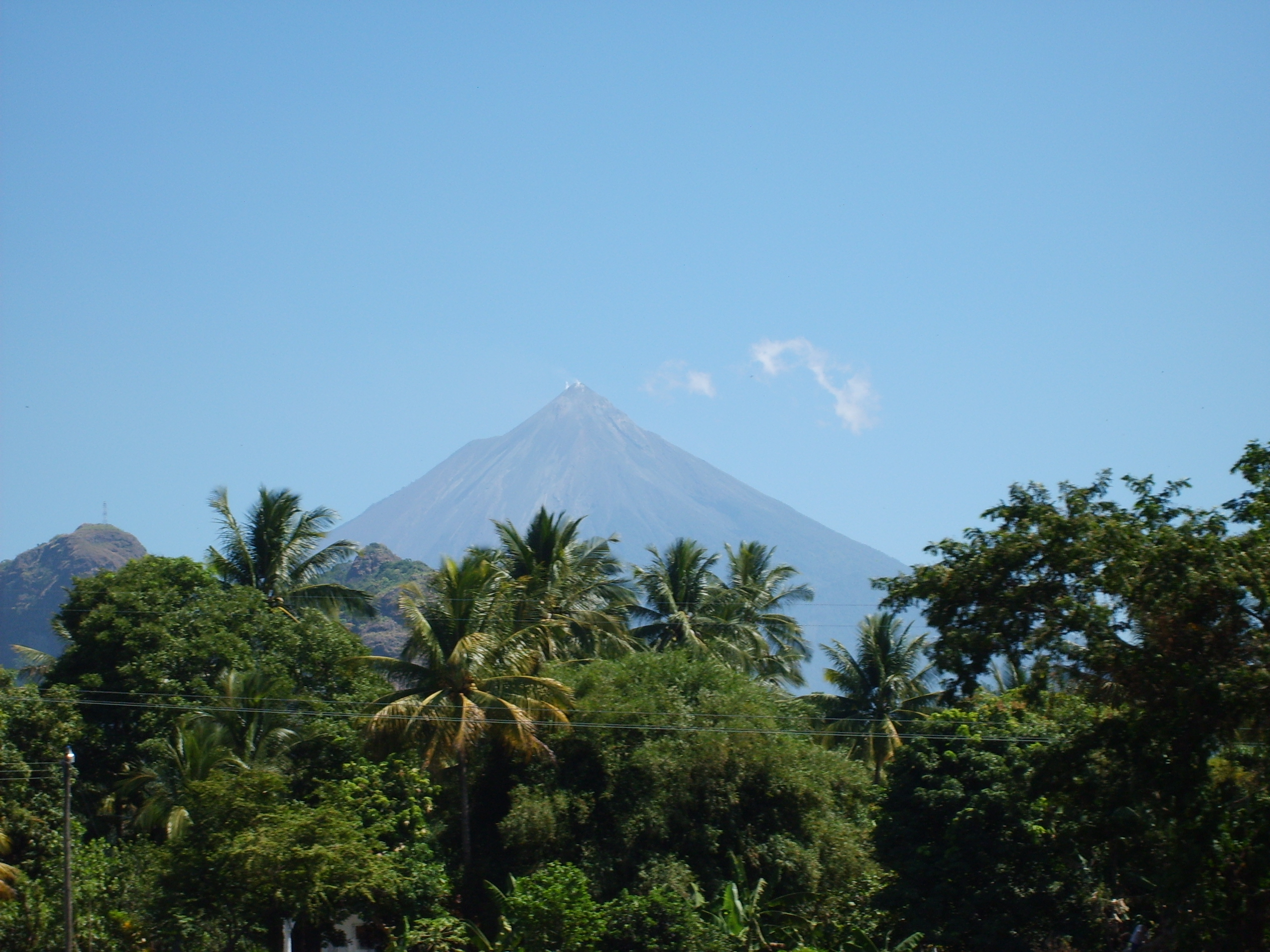
Widok na najbardziej aktywny wulkan w Ameryce Środkowej - Volcán de Fuego, leżący na północnej granicy departamentu

## Podział departamentu
W skład departamentu wchodzi 13 gmin (municipios).
1. Escuintla
2. Guanagazapa
3. Iztapa
4. La Democracia
5. La Gomera
6. Tiquisate
7. Masagua
8. Palín
9. San José
10. San Vicente Pacaya
11. Santa Lucía Cotzumalguapa
12. Siquinalá
13. Nueva Concepción